# 長坡駅
長坡駅（チャンパえき、朝鮮語: 장파역）は、朝鮮民主主義人民共和国咸鏡南道虚川郡長坡里にある駅で、虚川線に属する。 

## 隣の駅
虚川線
守義駅 - 長坡駅 - 下洪君駅